# Aeropuerto de Brandon

El Aeropuerto de Brandon (del inglés: Brandon Airport) (IATA: YBR, OACI: CYBR) está ubicado a 4 MN (7,4 km; 4,6 mi) al  norte de Brandon, Manitoba, Canadá.
Este aeropuerto es clasificado por NAV CANADA como un puerto de entrada y es servido por Canada Border Services Agency. Los oficiales de la CBSA pueden atender aviones de hasta 15 pasajeros.

## Aerolíneas y destinos

### Destinos nacionales
| Ciudades | Nombre del aeropuerto               | Aerolíneas     |
| -------- | ----------------------------------- | -------------- |
| Calgary  | Aeropuerto Internacional de Calgary | WestJet Encore |